# Heraqla

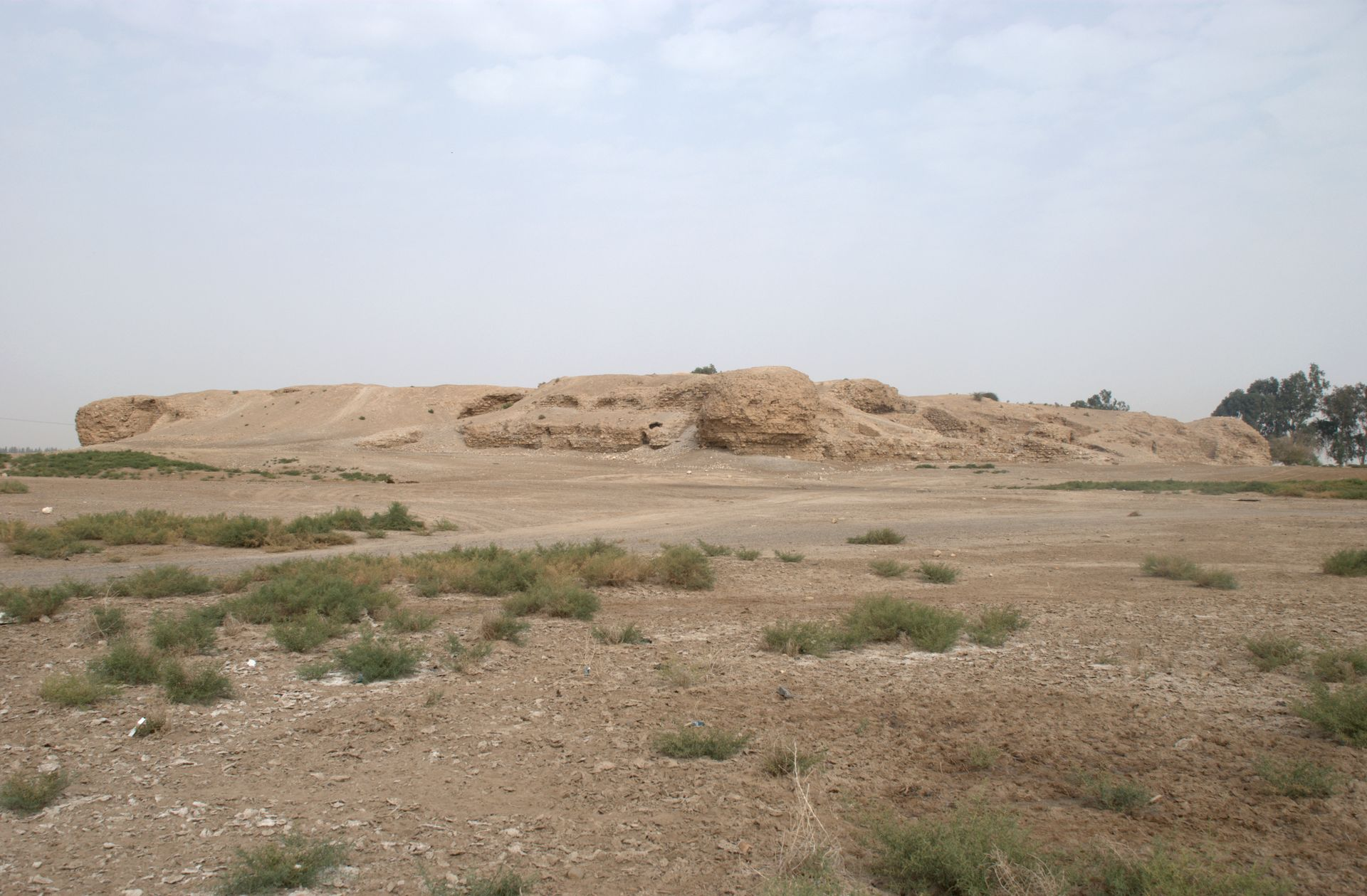
Ansicht von Südosten

Heraqla (arabisch قصر هرقلة, DMG qaṣr Hiraqla) war ein Siegesmonument vom Anfang des 9. Jahrhunderts des Abbasiden-Herrschers Hārūn ar-Raschīd. Die unvollendet gebliebene Ruine liegt nahe ar-Raqqa im Norden von Syrien. Ihr historischer und heutiger Name ist von der byzantinischen Stadt Herakleia übernommen.

## Lage
Koordinaten: 35° 57′ 24,8″ N, 38° 55′ 59″ O
Von der Hauptstadt des Gouvernements ar-Raqqa führt eine Nebenstraße fast durchgängig entlang neuer vorstädtischer Bebauung acht Kilometer nach Westen bis zu dem an der Straße gelegenen Monument. Es ist umgeben von Baumwolle- und Maisfeldern, welche die breite bewässerte Flussoase des Euphrat von der Steppe unterscheiden. Zur damaligen Zeit lag Heraqla direkt am Euphratufer, heute verläuft der Fluss drei Kilometer südlich.

## Geschichte
Hārūn ar-Raschīd hatte einen Feldzug gegen Herakleia, das heutige  Ereğli im Südwesten Anatoliens unternommen. Er schlug dort im Jahr 806 das Heer des byzantinischen Kaisers Nikephoros I. Der zeitgenössische Historiker At-Tabarī (839–923) hielt diesen Sieg für den bedeutendsten Hārūn ar-Raschīds. Seit 796 war ar-Raqqa die Hauptstadt des Abbasidenherrschers, 808 verlagerte er die Hauptstadt wieder zurück nach Bagdad.
Der deutsche Eduard Sachau besichtigte 1879 als erster westlicher Reisender das Monument, als er von Harran nach ar-Raqqa unterwegs war, und hielt es für eine römische Festung. 1907 nahm Ernst Herzfeld archäologische Untersuchungen vor und vermutete einen Terrassenbau, der in den zwei Jahren, die Hārūn ar-Raschīd nach seinem Sieg nur in der Stadt geblieben war, zwangsläufig hätte unvollendet bleiben müssen. Kassem Toueir, der seit 1976 Ausgrabungen des syrischen Antikendienstes leitete, kam zu dem Ergebnis, dass es sich um ein Siegesmonument handelte, das in seiner Form im Nahen Osten einzigartig war. Bis 1982 grub Toueir in den Sommermonaten in Heraqla und zugleich am Qasr al-Banat, einer Residenz aus dem 12. Jahrhundert in der Stadtmitte. Seither ist die Ruine sich selbst überlassen.

## Bauform

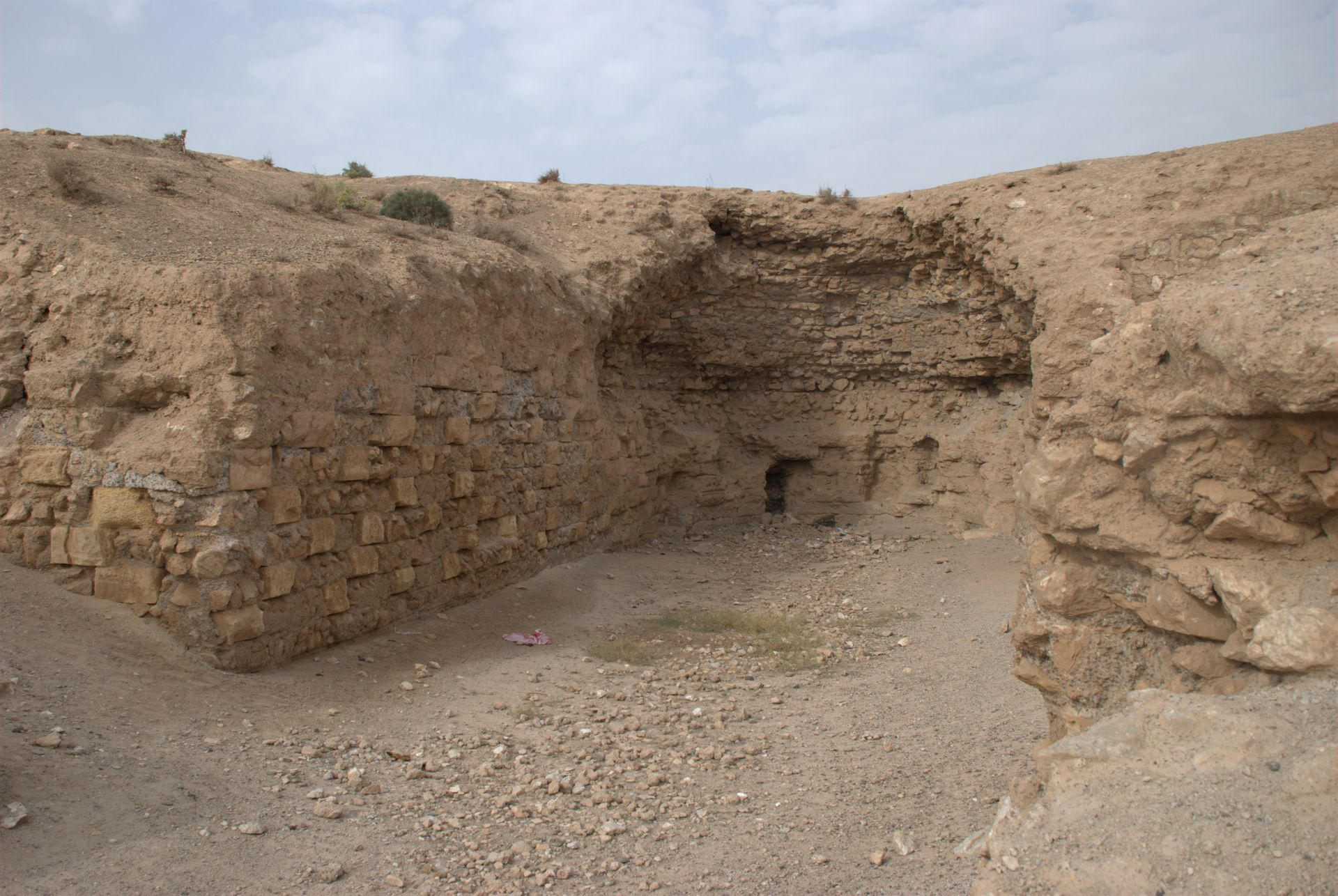
Iwan in der Mitte der Ostseite

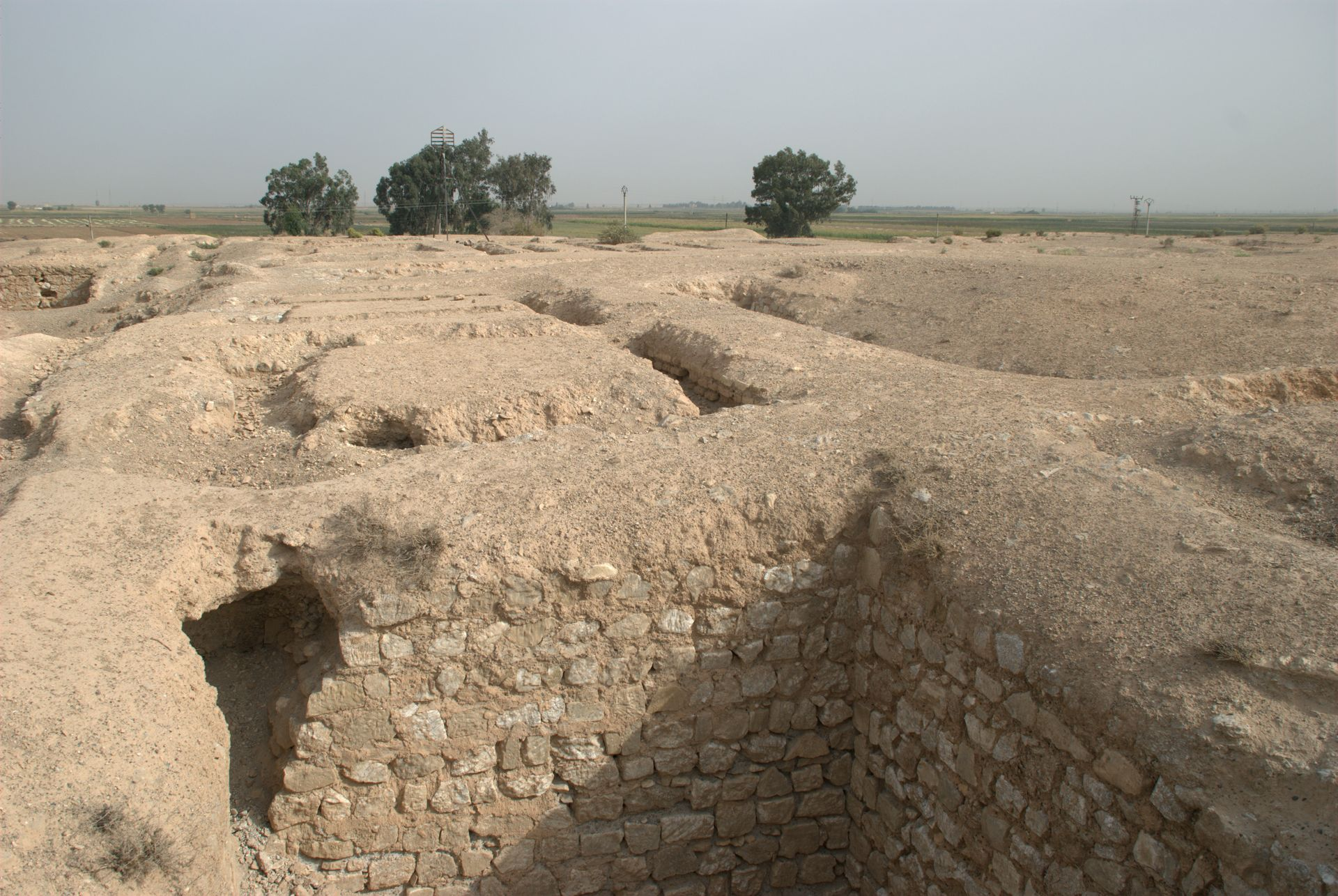
Plattform mit teilweise freigelegten Scheinräumen

Der annähernd quadratische und kompakte Bau mit 100 × 106 Metern Seitenlänge erhebt sich 10 Meter aus der Ebene und  hat aus der Ferne Ähnlichkeit mit einem römischen Kastell. An allen vier Ecken ragten einst quadratische, massive Türme mit 12 Metern Seitenlänge aus der Mauerlinie heraus. Die Mauern bestanden aus gleichmäßig behauenen Steinquadern aus lokal verfügbarem, hellgelbem Gipsstein, in die byzantinische Spolien eingefügt und die mit Lehmmörtel verfugt waren. Die Spolien stammten möglicherweise von Kirchen, die ar-Raschīd im Jahr 806/7 im Grenzbereich zu Byzanz abreißen ließ. Für die Gewölbe und Bodenbeläge wurden gebrannte Ziegel verwendet. An den Außenkanten des Bauwerks sind die Mauersteine fast überall verschwunden. Stattdessen bilden nun die dahinter geschichteten Lehmziegelpackungen und Füllsteine die äußere Begrenzung. Der innere Bereich wurde bis zur Oberkante der Mauern mit Erde verfüllt.
In den vier Seitenmitten befand sich jeweils ein großer, von der Ebene zugänglicher Iwan mit einem Stein- / Lehmziegelgewölbe. Der halboffene Raum war 30 Meter lang, 6 Meter breit und bis zum Gewölbescheitel 7 Meter hoch. Die Iwane waren von Türmen flankiert, die 8,2 Meter nach außen ragten und 8,6 Meter breit waren. Auf jeder Seite führten zwei Außentreppen auf die Plattform. Oben waren quer durch den Bau Wandstege durchgezogen und ohne symmetrischen Plan zahlreiche Raumzellen aus Steinmauern angelegt, die zumeist nicht miteinander verbunden waren und keine Fenster hatten. Es waren nicht benutzbare Scheinräume, die später mit Erde und Schotter aufgefüllt wurden. Die Ausgräber legten einige dieser Räume bis auf den Grund frei. Durch den seitlichen Erddruck sind die offenen Räume nun einsturzbedroht. Im Unterschied zum Qasr al-Banat führte Toueir hier keine Restaurierungsmaßnahmen durch. Die Ostseite ist am besten erhalten, die übrigen Seiten haben durch Weiterverwendung der Steine als Baumaterial und durch Erosion das Aussehen eines Siedlungshügels angenommen.
Der Bau lag im Zentrum eines kreisrunden äußeren Mauerrings aus Gipssteinblöcken von 500 Metern Durchmesser, der 2,5 Meter stark war und dessen Reste nur noch im  Luftbild gut zu erkennen sind, da die landwirtschaftlichen Flächen allmählich in den archäologischen Bereich hinein ausgedehnt werden. Die Ringmauer war alle 20 Meter durch kleine Wehrtürme verstärkt, besaß vier Tore in den Haupthimmelsrichtungen und war ebenfalls mit einer äußeren Schicht aus Gipsstein versehen. Jedes Eingangstor bestand aus einem im Grundriss unterschiedlichen Raum. Einer war rund, der Raum des gegenüberliegenden Tores war quadratisch, die anderen beiden waren sechs- bzw. achteckig.

## Bewertung
Die Anlage ist einzigartig in der islamischen Welt und bleibt bis heute rätselhaft. Durch die in der zeitgenössischen Architektur unübliche Verwendung von Steinquadern sollte wohl der Ewigkeitscharakter des Denkmals herausgestellt werden. Der zentral ausgerichtete Bauplan lässt sich als Symbol für die universale Herrschaft deuten. Michael Meinecke vertrat die Ansicht, die Verwendung von Stein und weitere Besonderheiten der Architektur seien aus dem byzantinischen Reich verschleppten Bauleuten geschuldet.
Die beim Bau verwendete Maßeinheit war der dherʿa (dhirāʿ, Plural adhruʿ), dessen Länge mit 51,08 Zentimetern bestimmt wurde. Toueir hält es für das Ergebnis einer absichtsvollen Planung, dass alle Maße ein Mehrfaches von zwei dherʿa betragen (die Breite des Osttors beträgt beispielsweise umgerechnet 42 dherʿa) und verweist auf die Bedeutung der Zahlensymbolik in der islamischen Baukunst. Der Sieg über Herakleia könnte als Erreichen der Weltherrschaft vorgestellt worden sein, also musste das Monument ein Weltmodell mit den vier Eingängen als den vier Himmelsrichtungen darstellen.
Burchard Brentjes sieht entsprechend die Architektur als kosmisches Modell und ihren Ursprung in Zentralasien: Das zeitgleich entstandene Samaniden-Mausoleum in Buchara besitzt in den Seitenmitten eines geschlossenen Kubus vier Iwane. Der Grabbau lässt sich letztlich in seiner Symbolik auf die vorchristliche, kreisrunde Grundform eines zentralasiatischen Kurgan-Hügelgrabes zurückführen.